# Пасо добле
Пасо добле је живахан театралан шпански плес, развијен у Француској. Пасо добле у буквалном преводу значи „двокорак“, па се увек плеше у дуплом такту. Мелодика му је једноставна, ритам наглашен, жив темпо и свечани корак при којем се удара петом о пету. Плес је заснован на концепту борбе са биковима. Користе се сцене из борби са биковима, као и музика која се пушта током борби за време матадоровог уласка у арену (пасео) или током пролазака непосредно пре убиства. Мушкарац игра матадора, а жена је понекад његов плашт, а понекад и сам бик.

## О пасо добле плесу
Ово је плес где мушкарац стварно има своју представу. Он плеше поносно, усправних леђа, забачених рамена, и уздигнуте главе. Његови кораци су оштри, прогресивни и изводе се по принципу пета-стопало, у облику марша. Оквир је шири, држање је чвршће, и за разлику од већине латино плесова има веома мало или нимало покрета куковима.
Жена игра мање значајну улогу – углавном симболизује његов плашт. Она се креће лепршаво по подијуму заједно са мушкарцем, око замишљеног бика, а њихови покрети су прожети елементима Фламенка и подсећају на борбу у арени. Плес кулминира када човек убија бика – у питању је један од најдраматичнијих плесова.
Пасо Добле је веома кореографски плес, који се углавном плеше на такмичењима, пре него као друштвени плес. Музика је настала од Еспана Цани (шпанског циганског плеса), који има паузе на тачно одређеним местима током песме. Пасо Добле се учи тек након одређеног времена када се савладају једноставнији плесови.
Своју данашњу форму је добио у Француској, а међу такмичарске плесове је уврштен 1959. године.
Музика: величанствена, енергична, оштра, полетна, јасно структурирана. Састоји се од марширајућег уводног дела који подсећа на фламенко ритам, и два главна дела-фразе, са тачно означеним врхунцима, којој се кореографија прилагођава. Најчешће пуштан пасо добле је „Еспања Кањи“. Такт: 2/4. Темпо: 60-62 бпм.

## Историја
Током раног 20. века пасо добле је постао део репертоара италијанско-америчких музичара у Сан Франциску који свирају у стилу бало лишо. Четири пасо добла је сакупио Сидни Робертсон Ковел за WPA Пројекат народне музике Калифорније 1939. године од стране мексичко-америчког свадбеног бенда на мандолини, гитари и виолини.

## Типови пасо добла

### По објективи

#### Маршовски пасо добле
Такође се назива и „војни пасо добле”, створен је, или је задржао своју улогу, као пешадијски марш. Обично је брз и нема текста. Познати примери су "Soldadito español", "El Abanico", "Los nardos", "Las Corsarias" или " Los Voluntarios"

#### Таурински пасо добле
Често се игра током борби бикова, или имајући на уму ту интензивну атмосферу. Они су успорени и драматичнији од борилачких пасо доблова, и такође им недостаје текст. Овај пасо добле је заснован на музици која се пушта на борбама с биковима током уласка бикова (paseo) или током пасова (faena) непосредно пре убиства. Такође је састављен у част истакнутим матадорима. Неки од најпознатијих су: Suspiros de España, España cañí, Agüero, La Gracia de Dios,1 El Gato Montés, Viva el pasodoble, Tercio de Quites, Pan y toros, Cielo Andaluz, La Morena de mi Copla, Francisco Alegre, Amparito Roca, El Beso, Plaza de las Ventas.

#### Популарни пасо добле
Направљен за плес на популарним прославама и друштвеним окупљањима. Они имају тенденцију да буду оптимистични, али такође могу бити емотивни и интроспективни, са повременом меланхоличном или патриотском темом. Они обично захтевају мали број инструмената и музичара и имају текстове. Неки познати примери су „Islas Canarias”, „En er Mundo”, „Costa Dorada” или „Valencia”.

#### Банд пасо добле
Пасо доблови за које је потребан цео бенд за свирање, а скоро искључиво су дизајнирани за популарне параде и сеоске прославе. Као инспирацију често користе живописне ликове из региона и лакомислене субјекте. Ови пасо доблови су веома живи у Шпанији. Данас је највећи центар за масовну производњу и стварање нових пасо доблова југоисточни део Шпаније, углавном Валенсијанска заједница, везано за популарне фестивале Мавра и хришћана. Традиционални се могу чути на шпанским популарним прославама, заштитницима вербена и венчањима. Добро познати примери су „Paquito el Chocolatero“, „Fiesta en Benidorm“, „Alegría Agostense“ или „Pirata Quiero Ser“.

#### Дисплејни пасо добле
Пасодобл који се изводи углавном у сврху спектакла, понекад у рингу за борбу с биковима. Овај пасодобл може имати или не мора имати текстове, али често прилагођава друге стилове пасо добла и само мења плес како би га учинио спектакуларнијим за јавност - често туристе. У суштини, овај пасо добле плес укључује играње улога. Ова плесна форма са две особе има мушкарца који наступа као борац са токовима, а жена као огртач. Познат је као један од најбржих латино балских плесова, јер плесачи праве око 120 до 130 откуцаја/корака у минути. У неким верзијама, мушкарац у плесу приказује матадора, а жена бика.

#### Тунас
Тунас је име дато братству студената који заједно свирају популарну музику на улици да би добили додатне приходе, или испод прозора вољене једног од њих, како би покушали да помогну заљубљеном члану да добије састанак са њом. Тунаси је постали једна од главних сила која одржава шпански пасо добле у животу. Они имају тенденцију да прилагођавају или понављају једноставне комаде који су већ компоновани, али понекад компонују сопствене, сатиричне комаде.

### Балска сала
У такмичарском плесу модерни пасо добле се комбинује са остала четири плеса (самба, ча-ча-ча, румба и џајв) под барјаком интернационалних латинских плесова. Савремени пасо добле плес се састоји од два плесна дела и једне паузе између за плесаче класе Д, и од три дела и две паузе између за плесаче класе Ц, Б, А, према IDSF класификацији. Плесачи ниже класе од Д обично изводе само четири званична плеса Латино-америчког програма, што искључује пасо добле.